# Thomaz Green Morton
Thomaz Green Morton de Souza Coutinho (Valença, 16 de março de 1947) é um ilusionista brasileiro que se tornou célebre na década de 1980 e que supostamente seria capaz de entortar talheres e fazer perfume brotar das mãos, poderes esses que teria desenvolvido aos doze anos, depois de ser atingido por um raio enquanto pescava. Porém, no ano de 2002, é desmascarado e sua fraude é mostrada pelo programa de televisão Fantástico.

## Biografia
Apesar de ter nascido em Valença, no estado do Rio de Janeiro, Thomaz Green Morton cresceu no município de Pouso Alegre, no sul de Minas Gerais, onde seu pai tinha uma farmácia e homenageou o farmacêutico William Thomas Green Morton ao escolher o nome do próprio filho.
No final da década de 1970 e durante os anos 1980, Thomaz Green Morton era visitado em sua casa na cidade de Pouso Alegre por várias personalidades do cenário artístico e musical brasileiros. Entre os visitantes ilustres, os cantores e compositores Tom Jobim e Baby do Brasil (na época, assinando como Baby Consuelo). Devido à fama, ele era tido como um dos maiores paranormais do país, mas caiu no descrédito e no esquecimento. Chegou a cobrar vinte mil dólares por uma energização em seu auge. Morton, ou o "homem do Rá", dizia entortar talheres e moedas na frente das pessoas. Ele também fazia um gesto movimentando os dedos dos quais sairia perfume.
Um dos truques desmascarados pelo Fantástico foi o do entortamento de moedas. Num vídeo, Thomaz Green Morton faz uma demonstração de sua capacidade de entortar metais. Mostra moedas na palma da mão direita, fecha-a e, ao abrí-la, vê-se uma das moedas entortada. E o programa constatou que o mágico Khronnus mostra que Green Morton troca as moedas de mão e, ao fim do truque, tem nove moedas, uma a mais que no início da farsa. Justamente a moeda entortada. Morton diz que a imagem foi forjada. 'Essa mão não é minha', diz. Outro truque desmascarado pelo também ilusionista Khronnus foram os raios de luz, seriam produzidos com flashes fotográficos e papel selofane colorido. O mágico Khronnus reproduziu os mesmos efeitos no Fantástico. Quanto ao perfume que escorre pelas mãos, o mágico disse que é um truque simples, onde pode ser utilizada uma pequena esponja umedecida com perfume entre os dedos.
Ubirajara Rodrigues, famoso ufólogo, diz que conheceu Thomaz na década de 1970, quando ele morava em Três Corações. Lá, Thomaz era conhecido como mágico e que inclusive fazia apresentações em casas noturnas e conta que ficou surpreso ao ver na TV na década de 1990, Thomas aparecer como paranormal. Procurado na época, Thomas disse que não sabia mais fazer os truques e havia canalizado sua energia para cura, terapia e tratamento.
Thomaz foi preso em junho de 2010 por homicídio culposo. Ele também foi acusado de envenenar bezerros com veneno de ratos.
Em julho de 2021, o suposto médium foi preso novamente em flagrante em Pouso Alegre por posse ilegal de arma de fogo, no qual esteve sob investigação após ser acusado de manter uma alemã em cárcere privado em seu sítio.